# بيل كندريك أبوت
بيل كندريك أبوت (بالإنجليزية: Belle Kendrick Abbott)‏ (3 نوفمبر 1842 - 27 ديسمبر 1893)؛ روائية أمريكية.